# Mistrzostwa Świata Juniorów w Łucznictwie 2002
7. Mistrzostwa Świata Juniorów w Łucznictwie odbyły się w dniach 5–11 sierpnia 2002 roku w Nymburku w Czechach. W zawodach wzięli udział juniorzy do 20 roku życia oraz po raz pierwszy kadeci (do 17 roku życia), strzelający z łuków klasycznych i bloczkowych. Z uwagi na zbyt małą liczbę uczestniczek nie rozegrano zawodów drużynowych kadetek w łuku bloczkowym.
Polska wywalczyła dwa medale wśród kadetek. Najlepszą zawodniczką w łuku klasycznym została Karina Lipiarska, a na trzecim miejscu podium uplasowała się Izabela Skopek.

## Reprezentacja Polski juniorów

### Łuk klasyczny
- Aneta Domańska
- Mirosław Gawin
- Joanna Janus
- Katarzyna Kostka
- Krzysztof Szokal
- Alicja Trzcionka
- Rafał Wojtkowiak
- Grzegorz Wróbel

## Reprezentacja Polski kadetów

### Łuk klasyczny
- Maciej Gregorczyk
- Jacek Kwaczyński
- Karina Lipiarska
- Katarzyna Mickiewicz
- Przemysław Porzucek
- Sabina Poznańska
- Izabela Skopek
- Adam Studziński

## Medaliści

### Juniorzy

#### Strzelanie z łuku klasycznego
| Konkurencja            | Złoto                                                          | Srebro                                           | Brąz                                                         |
| indywidualnie kobiet   | Kim Yu-mi                                                      | Im Gwi-sook                                      | Choi Eun-young                                               |
| indywidualnie mężczyzn | Anton Prylepau                                                 | Im Dong-hyun                                     | Franck Fisseux                                               |
| drużynowo kobiet       | Korea Południowa · Kim Yu-mi · Im Gwi-sook · Choi Eun-young    | Chiny · Zhang Nina · Li Xinxin · Guo Dan         | Francja · Berengere Schuh · Laure Branlant · Estelle Duplouy |
| drużynowo mężczyzn     | Korea Południowa · Choi Yong-chul · GU Dong-nam · Im Dong-hyun | Chiny · Wang Liang · Men Ruixiang · Zhao Zhigang | Francja · Nicolas Drouillet · Maxime Imbert · Franck Fisseux |

#### Strzelanie z łuku bloczkowego
| Konkurencja            | Złoto                                                             | Srebro                                                  | Brąz                                                             |
| indywidualnie kobiet   | Camilla Sømod                                                     | Cécile Jousselin                                        | Caroline Martret                                                 |
| indywidualnie mężczyzn | Florian Faucheur                                                  | Mikael Heijel                                           | Martin Damsbo                                                    |
| drużynowo kobiet       | Stany Zjednoczone · Nicola Hamner · Jessica Grant · Shawnda Heath | Szwecja · Karin Teghammar · Sara Boberg · Linda Nilsson | Francja · Caroline Martret · Elise Rahm · Cecile Jousselin       |
| drużynowo mężczyzn     | Szwecja · Robert Karlsson · Mikael Heijel · Kenneth Nyberg        | Dania · Mikkel Bang · Martin Damsbo · Niels Dall        | Francja · Nicolas Feijan · Florian Faucheur · Sebastien Brasseur |

### Kadeci

#### Strzelanie z łuku klasycznego
| Konkurencja            | Złoto                                                        | Srebro                                                   | Brąz                                                         |
| indywidualnie kobiet   | Karina Lipiarska                                             | Ludmiła Karpiak                                          | Izabela Skopek                                               |
| indywidualnie mężczyzn | Tim Cuddihy                                                  | David Barnes                                             | Ołeksandr Perkow                                             |
| drużynowo kobiet       | Włochy · Pia Carmen Lionetti · Elena Tonetta · Maura Frigeri | Niemcy · Karina Winter · Nadine Leven · Anne Pavel       | Ukraina · Halyna Dobriewa · Ksenija Iljina · Ludmyła Karpiak |
| drużynowo mężczyzn     | Australia · David Barnes · Tim Cuddihy · Chris Madeley       | Rosja · Artur Ligdinow · Bato Cyngujew · Anton Dobriakow | Włochy · Alessandro Anderle · Mauro Nespoli · Davide Tacca   |

#### Strzelanie z łuku bloczkowego
| Konkurencja            | Złoto                                                              | Srebro                                                   | Brąz                                                              |
| indywidualnie kobiet   | Erika Anschutz                                                     | Kandice Spurlock                                         | Sabrina Struyf                                                    |
| indywidualnie mężczyzn | Thomas Nealy                                                       | Milan Kiss                                               | Jedd Greshock                                                     |
| drużynowo mężczyzn     | Stany Zjednoczone · Braden Gellenthien · David Roth · Thomas Nealy | Słowenia · Andraž Kuret · Alexander Osep · Aleksej Brovč | Wielka Brytania · Robert Gruar · Liam Grimwood · Jonathan Goodman |

## Klasyfikacja medalowa

### Juniorzy
| Lp. | Państwo           | Złoto | Srebro | Brąz | Razem |
| 1.  | Korea Południowa  | 3     | 2      | 1    | 6     |
| 2.  | Szwecja           | 1     | 2      | 0    | 3     |
| 3.  | Francja           | 1     | 1      | 6    | 8     |
| 4.  | Dania             | 1     | 1      | 1    | 3     |
| 5.  | Białoruś          | 1     | 0      | 0    | 1     |
| 5.  | Stany Zjednoczone | 1     | 0      | 0    | 1     |
| 7.  | Chiny             | 0     | 2      | 0    | 2     |

### Kadeci
| Lp. | Państwo           | Złoto | Srebro | Brąz | Razem |
| 1.  | Stany Zjednoczone | 3     | 1      | 1    | 5     |
| 2.  | Australia         | 2     | 1      | 0    | 3     |
| 3.  | Polska            | 1     | 0      | 1    | 2     |
| 3.  | Włochy            | 1     | 0      | 1    | 2     |
| 5.  | Ukraina           | 0     | 1      | 2    | 3     |
| 6.  | Niemcy            | 0     | 1      | 0    | 1     |
| 6.  | Rosja             | 0     | 1      | 0    | 1     |
| 6.  | Słowenia          | 0     | 1      | 0    | 1     |
| 6.  | Węgry             | 0     | 1      | 0    | 1     |
| 10. | Belgia            | 0     | 0      | 1    | 1     |
| 10. | Wielka Brytania   | 0     | 0      | 1    | 1     |